# Atletismo nos Jogos Olímpicos de Verão de 2008 - Decatlo masculino
A competição de Decatlo masculino nos Jogos Olímpicos de Verão de 2008 realizou-se entre os dias 21 e 22 de Agosto no Estádio Nacional de Pequim.
O padrão classificatório foi 8.000 pontos (padrão A) e 7.700 pontos (padrão B).

## Medalhistas
| Ouro   | USA Bryan Clay        |
| Prata  | BLR Andrei Krauchanka |
| Bronze | CUB Leonel Suárez     |

## Recordes
Antes desta competição, os recordes mundiais e olímpicos da prova eram os seguintes:
| Tipo | Atleta       | Pontos | Local  | Data                 |
| ---- | ------------ | ------ | ------ | -------------------- |
|      | Roman Šebrle | 9 026  | Götzis | 27 de maio de 2001   |
|      | Roman Šebrle | 8 893  | Atenas | 24 de agosto de 2004 |

## Resultados

### 100m

#### Eliminatória 1
21 de Agosto 2008 - 9:20
Vento: -0.6 m/s
| # |   | Atleta              | País                | Tempo | Notas | Pontos | Reacção |
| - | - | ------------------- | ------------------- | ----- | ----- | ------ | ------- |
| 1 | 6 | Leonel Suárez       | CUB Cuba            | 10.90 | PB    | 883    | 0.149   |
| 2 | 3 | Aleksandr Pogorelov | RUS Rússia          | 11.07 |       | 845    | 0.159   |
| 3 | 7 | André Niklaus       | GER Alemanha        | 11.12 |       | 834    | 0.147   |
| 4 | 9 | Mikk Pahapill       | EST Estônia         | 11.15 |       | 827    | 0.153   |
| 5 | 2 | Mikko Halvari       | FIN Finlândia       | 11.18 |       | 821    | 0.167   |
| 6 | 5 | Roman Šebrle        | CZE República Checa | 11.21 |       | 814    | 0.150   |
| 7 | 4 | Damjan Sitar        | SLO Eslovênia       | 11.21 |       | 814    | 0.158   |
| 8 | 8 | Janis Karlivans     | LAT Letônia         | 11.36 |       | 782    | 0.153   |

#### Eliminatória 2
21 de Agosto 2008 - 9:27
Vento: -0.2 m/s
| # |   | Atleta                | País               | Tempo | Notas | Pontos | Reacção |
| - | - | --------------------- | ------------------ | ----- | ----- | ------ | ------- |
| 1 | 4 | Yordani García        | CUB Cuba           | 10.64 | PB    | 942    | 0.144   |
| 2 | 8 | Maurice Smith         | JAM Jamaica        | 10.85 | SB    | 894    | 0.148   |
| 3 | 3 | Andres Raja           | EST Estônia        | 10.89 | =PB   | 885    | 0.145   |
| 4 | 2 | Andrei Krauchanka     | BLR Bielorrússia   | 10.96 | SB    | 870    | 0.174   |
| 5 | 6 | Carlos Eduardo Chinin | BRA Brasil         | 10.99 |       | 863    | 0.176   |
| 6 | 9 | Alexey Sysoev         | RUS Rússia         | 11.03 |       | 854    | 0.156   |
| 7 | 5 | Daniel Awde           | GBR Grã-Bretanha   | 11.06 |       | 847    | 0.145   |
| 8 | 7 | Tom Pappas            | USA Estados Unidos | 11.12 |       | 834    | 0.191   |

#### Eliminatória 3
21 de Agosto 2008 - 9:34
Vento: 0.3 m/s
| # |   | Atleta            | País               | Tempo | Notas | Pontos | Reacção |
| - | - | ----------------- | ------------------ | ----- | ----- | ------ | ------- |
| 1 | 2 | Bryan Clay        | USA Estados Unidos | 10.44 |       | 989    | 0.136   |
| 2 | 3 | Trey Hardee       | USA Estados Unidos | 10.52 |       | 970    | 0.144   |
| 3 | 8 | Oleksiy Kasyanov  | UKR Ucrânia        | 10.53 | PB    | 968    | 0.157   |
| 4 | 7 | Jangy Addy        | LBR Libéria        | 10.76 | PB    | 915    | 0.187   |
| 5 | 5 | Michael Schrader  | GER Alemanha       | 10.80 |       | 906    | 0.186   |
| 6 | 9 | Arthur Abele      | GER Alemanha       | 10.90 |       | 883    | 0.136   |
| 7 | 4 | Massimo Bertocchi | CAN Canadá         | 11.00 |       | 861    | 0.181   |
| 8 | 6 | Dmitriy Karpov    | KAZ Cazaquistão    | 11.83 |       | 685    | 0.128   |

#### Eliminatória 4
21 de Agosto 2008 - 9:41
Vento: -0.4 m/s
| # |   | Atleta                 | País              | Tempo | Notas | Pontos | Reacção |
| - | - | ---------------------- | ----------------- | ----- | ----- | ------ | ------- |
| 1 | 5 | David Gómez            | ESP Espanha       | 11.12 | SB    | 834    | 0.137   |
| 2 | 6 | Haifeng Qi             | CHN China         | 11.15 | SB    | 827    | 0.177   |
| 3 | 3 | Eugene Martineau       | NED Países Baixos | 11.19 |       | 819    | 0.129   |
| 4 | 7 | Hans van Alphen        | BEL Bélgica       | 11.28 |       | 799    | 0.171   |
| 5 | 8 | Aliaksandr Parkhomenka | BLR Bielorrússia  | 11.29 | =SB   | 797    | 0.194   |
| 6 | 4 | Gonzalo Barroilhet     | CHI Chile         | 11.33 |       | 789    | 0.169   |
| 7 | 2 | Pavel Andreev          | UZB Uzbequistão   | 11.47 |       | 759    | 0.145   |
| 8 | 9 | Vitaliy Smirnov        | UZB Uzbequistão   | 11.56 |       | 740    | 0.145   |

#### Eliminatória 5
21 de Agosto 2008 - 9:48
Vento: -0.1 m/s
| # |   | Atleta            | País             | Tempo | Notas | Pontos | Reacção |
| - | - | ----------------- | ---------------- | ----- | ----- | ------ | ------- |
| 1 | 2 | Hadi Sepehrzad    | IRI Irã          | 10.92 |       | 878    | 0.157   |
| 2 | 3 | Aleksey Drozdov   | RUS Rússia       | 11.02 |       | 856    | 0.119   |
| 3 | 5 | Slaven Dizdarevic | SVK Eslováquia   | 11.16 |       | 825    | 0.175   |
| 4 | 7 | Romain Barras     | FRA França       | 11.26 | SB    | 804    | 0.170   |
| 5 | 8 | Mikalai Shubianok | BLR Bielorrússia | 11.31 | SB    | 793    | 0.150   |
| 6 | 9 | Frédéric Xhonneux | BEL Bélgica      | 11.41 | SB    | 771    | 0.133   |
| 7 | 6 | Attila Zsivóczky  | HUN Hungria      | 11.86 |       | 679    | 0.179   |
| 8 | 4 | Victor Covalenco  | MDA Moldávia     | 11.87 |       | 677    | 0.154   |

### Salto em distância

#### Grupo A
21 de Agosto 2008 - 11:00
| #  | Atleta                 | País             | 1           | 2           | 3           | Distance | Vento  | Notas | Pontos |
| -- | ---------------------- | ---------------- | ----------- | ----------- | ----------- | -------- | ------ | ----- | ------ |
| 1  | Jangy Addy             | LBR Libéria      | 7.31 (0.8)  | 7.20 (2.1)  | 7.38 (0.9)  | 7.38     | (0.9)  | PB    | 905    |
| 2  | Leonel Suárez          | CUB Cuba         |             | 7.33 (0.8)  |             | 7.33     | (0.8)  | PB    | 893    |
| 3  | Aleksey Drozdov        | RUS Rússia       | 7.23 (-0.1) |             | 7.15 (1.6)  | 7.23     | (-0.1) |       | 869    |
| 4  | Haifeng Qi             | CHN China        |             | 7.06 (0.1)  | 7.22 (1.6)  | 7.22     | (1.6)  |       | 866    |
| 5  | Daniel Awde            | GBR Grã-Bretanha | 6.98 (-0.3) | 7.12 (0.3)  | 7.04 (-0.8) | 7.12     | (0.3)  | SB    | 842    |
| 6  | Romain Barras          | FRA França       |             | 6.80 (-0.7) | 7.08 (1.0)  | 7.08     | (1.0)  | SB    | 833    |
| 7  | Gonzalo Barroilhet     | CHI Chile        |             |             | 7.08 (1.9)  | 7.08     | (1.9)  |       | 833    |
| 8  | Yordani García         | CUB Cuba         | 7.07 (0.3)  |             | 7.00 (1.1)  | 7.07     | (0.3)  | SB    | 830    |
| 9  | Slaven Dizdarevic      | SVK Eslováquia   | 6.83 (-1.3) | 6.59 (-0.6) | 7.02 (0.3)  | 7.02     | (0.3)  |       | 818    |
| 10 | Aliaksandr Parkhomenka | BLR Bielorrússia | 6.99 (0.0)  | 5.66 (-0.3) |             | 6.99     | (0.0)  | SB    | 811    |
| 11 | Mikko Halvari          | FIN Finlândia    |             | 6.88 (-0.2) |             | 6.88     | (-0.2) |       | 785    |
| 12 | Mikalai Shubianok      | BLR Bielorrússia | 6.86 (0.6)  | 6.57 (0.8)  | 6.75 (0.7)  | 6.86     | (0.6)  | SB    | 781    |
| 13 | Hadi Sepehrzad         | IRI Irã          | 6.80 (1.0)  | 6.69 (-0.8) | 6.63 (0.7)  | 6.80     | (1.0)  |       | 767    |
| 14 | Alexey Sysoev          | RUS Rússia       |             | 6.77 (0.3)  | 6.39 (0.1)  | 6.77     | (0.3)  |       | 760    |
| 15 | Pavel Andreev          | UZB Uzbequistão  | 6.62 (-0.3) | 6.47 (-0.5) | 6.45 (0.7)  | 6.62     | (-0.3) |       | 725    |
| 16 | Hans van Alphen        | BEL Bélgica      |             |             | 6.55 (0.3)  | 6.55     | (0.3)  |       | 709    |
| 17 | Victor Covalenco       | MDA Moldávia     |             | 6.37 (-0.4) | 6.50 (0.7)  | 6.50     | (0.7)  |       | 697    |
| -  | Attila Zsivóczky       | HUN Hungria      |             |             |             | NM       |        |       | 0      |
| -  | Vitaliy Smirnov        | UZB Uzbequistão  |             |             |             | NM       |        |       | 0      |
| -  | Dmitriy Karpov         | KAZ Cazaquistão  |             |             |             | DNS      |        |       | 0      |

#### Grupo B
21 de Agosto 2008 - 11:00
| #  | Atleta                | País                | 1           | 2           | 3           | Distance | Vento  | Notas | Pontos |
| -- | --------------------- | ------------------- | ----------- | ----------- | ----------- | -------- | ------ | ----- | ------ |
| 1  | Bryan Clay            | USA Estados Unidos  | 7.64 (0.4)  | 7.78 (0.0)  | 7.61 (-0.7) | 7.78     | (0.0)  | SB    | 1005   |
| 2  | Trey Hardee           | USA Estados Unidos  | 7.72 (-0.2) | 7.43 (-0.1) | 7.34 (0.1)  | 7.72     | (-0.2) |       | 990    |
| 3  | Michael Schrader      | GER Alemanha        | 7.70 (-0.1) | 7.60 (0.6)  |             | 7.70     | (-0.1) |       | 985    |
| 4  | Roman Šebrle          | CZE República Checa | 7.67 (-0.6) |             | 7.68 (0.8)  | 7.68     | (0.8)  | SB    | 980    |
| 5  | Andrei Krauchanka     | BLR Bielorrússia    | 7.61 (-0.2) | 7.25 (-1.0) |             | 7.61     | (-0.2) |       | 962    |
| 6  | Oleksiy Kasyanov      | UKR Ucrânia         |             | 7.56 (1.2)  |             | 7.56     | (1.2)  |       | 950    |
| 7  | Tom Pappas            | USA Estados Unidos  | 7.41 (1.3)  |             |             | 7.41     | (1.3)  |       | 913    |
| 8  | Aleksandr Pogorelov   | RUS Rússia          | 7.31 (0.7)  |             | 7.37 (0.6)  | 7.37     | (0.6)  |       | 903    |
| 9  | André Niklaus         | GER Alemanha        | 7.29 (1.4)  | 7.23 (0.0)  |             | 7.29     | (1.4)  | SB    | 883    |
| 10 | Andres Raja           | EST Estônia         |             | 7.29 (0.2)  |             | 7.29     | (0.2)  |       | 883    |
| 11 | Janis Karlivans       | LAT Letônia         |             | 7.26 (1.3)  |             | 7.26     | (1.3)  |       | 876    |
| 12 | Damjan Sitar          | SLO Eslovênia       | 7.25 (-0.1) |             |             | 7.25     | (-0.1) | SB    | 874    |
| 13 | Eugene Martineau      | NED Países Baixos   | 7.00 (0.2)  |             | 7.19 (0.6)  | 7.19     | (0.6)  |       | 859    |
| 14 | Massimo Bertocchi     | CAN Canadá          | 7.03 (1.7)  | 7.05 (-0.8) |             | 7.05     | (-0.8) |       | 826    |
| 15 | Maurice Smith         | JAM Jamaica         | 6.95 (1.4)  | 7.04 (-0.8) |             | 7.04     | (-0.8) |       | 823    |
| 16 | Mikk Pahapill         | EST Estônia         |             | 5.51 (0.5)  | 7.04 (0.6)  | 7.04     | (0.6)  |       | 823    |
| 17 | Frédéric Xhonneux     | BEL Bélgica         | 6.92 (0.2)  |             | 6.94 (0.5)  | 6.94     | (0.5)  |       | 799    |
| 18 | Carlos Eduardo Chinin | BRA Brasil          |             | 5.50 (0.4)  | 6.94        | 6.94     | (0.0)  |       | 799    |
| 19 | David Gómez           | ESP Espanha         | 6.79 (0.5)  | 6.82 (-0.6) | 6.85 (0.9)  | 6.85     | (0.9)  |       | 778    |
| 20 | Arthur Abele          | GER Alemanha        |             | 6.47 (0.3)  |             | 6.47     | (0.3)  |       | 691    |

### Arremesso de peso

#### Grupo A
21 de Agosto 2008 - 13:10
| #  | Atleta                 | País                | Distance | Notas | Pontos |
| -- | ---------------------- | ------------------- | -------- | ----- | ------ |
| 1  | Aleksandr Pogorelov    | RUS Rússia          | 16.53    |       | 884    |
| 2  | Bryan Clay             | USA Estados Unidos  | 16.27    | PB    | 868    |
| 3  | Yordani García         | CUB Cuba            | 15.82    | PB    | 840    |
| 4  | Aliaksandr Parkhomenka | BLR Bielorrússia    | 15.49    | SB    | 820    |
| 5  | Alexey Sysoev          | RUS Rússia          | 15.42    |       | 816    |
| 6  | Romain Barras          | FRA França          | 15.42    | PB    | 816    |
| 7  | Oleksiy Kasyanov       | UKR Ucrânia         | 15.15    | SB    | 799    |
| 8  | Maurice Smith          | JAM Jamaica         | 15.09    |       | 795    |
| 9  | Jangy Addy             | LBR Libéria         | 14.91    | NR    | 784    |
| 10 | Mikalai Shubianok      | BLR Bielorrússia    | 14.88    |       | 782    |
| 11 | Hans van Alphen        | BEL Bélgica         | 14.86    | SB    | 781    |
| 12 | Janis Karlivans        | LAT Letônia         | 14.85    |       | 780    |
| 13 | Andres Raja            | EST Estônia         | 14.79    |       | 777    |
| 14 | Roman Šebrle           | CZE República Checa | 14.78    |       | 776    |
| 15 | Mikk Pahapill          | EST Estônia         | 14.36    |       | 750    |
| 16 | Pavel Andreev          | UZB Uzbequistão     | 14.15    |       | 738    |
| 17 | Massimo Bertocchi      | CAN Canadá          | 14.10    |       | 734    |
| 18 | Frédéric Xhonneux      | BEL Bélgica         | 13.99    |       | 728    |
| -  | Tom Pappas             | USA Estados Unidos  | DNS      |       | 0      |
| -  | Dmitriy Karpov         | KAZ Cazaquistão     | DNS      |       | 0      |

#### Grupo B
21 de Agosto 2008 - 13:10
| #  | Atleta                | País               | Distance | Notas | Pontos |
| -- | --------------------- | ------------------ | -------- | ----- | ------ |
| 1  | Aleksey Drozdov       | RUS Rússia         | 16.26    |       | 867    |
| 2  | Hadi Sepehrzad        | IRI Irã            | 16.02    |       | 852    |
| 3  | Leonel Suárez         | CUB Cuba           | 14.49    | PB    | 758    |
| 4  | Andrei Krauchanka     | BLR Bielorrússia   | 14.39    | PB    | 752    |
| 5  | Slaven Dizdarevic     | SVK Eslováquia     | 13.97    |       | 727    |
| 6  | Eugene Martineau      | NED Países Baixos  | 13.78    | SB    | 715    |
| 7  | Mikko Halvari         | FIN Finlândia      | 13.72    |       | 711    |
| 8  | Michael Schrader      | GER Alemanha       | 13.67    | SB    | 708    |
| 9  | David Gómez           | ESP Espanha        | 13.58    |       | 703    |
| 10 | Arthur Abele          | GER Alemanha       | 13.55    | SB    | 701    |
| 11 | Vitaliy Smirnov       | UZB Uzbequistão    | 13.51    |       | 698    |
| 12 | Trey Hardee           | USA Estados Unidos | 13.49    |       | 697    |
| 13 | Victor Covalenco      | MDA Moldávia       | 13.44    |       | 694    |
| 14 | Haifeng Qi            | CHN China          | 13.40    | SB    | 692    |
| 15 | André Niklaus         | GER Alemanha       | 13.23    |       | 681    |
| 16 | Gonzalo Barroilhet    | CHI Chile          | 13.23    |       | 681    |
| 17 | Damjan Sitar          | SLO Eslovênia      | 12.41    |       | 631    |
| 18 | Daniel Awde           | GBR Grã-Bretanha   | 12.03    |       | 608    |
| 99 | Carlos Eduardo Chinin | BRA Brasil         | NM       |       | 0      |
| 99 | Attila Zsivóczky      | HUN Hungria        | DNS      |       | 0      |

### Salto em altura

#### Grupo A
21 de Agosto 2008 - 19:10
| #  | Atleta                 | País               | Height | Notas | Pontos |
| -- | ---------------------- | ------------------ | ------ | ----- | ------ |
| 1  | Mikk Pahapill          | EST Estônia        | 2.11   | SB    | 906    |
| 2  | Aleksey Drozdov        | RUS Rússia         | 2.02   |       | 822    |
| 3  | Eugene Martineau       | NED Países Baixos  | 1.99   | =SB   | 794    |
| 3  | Maurice Smith          | JAM Jamaica        | 1.99   | SB    | 794    |
| 5  | Michael Schrader       | GER Alemanha       | 1.99   | =PB   | 794    |
| 6  | Slaven Dizdarevic      | SVK Eslováquia     | 1.96   |       | 767    |
| 7  | Romain Barras          | FRA França         | 1.96   | SB    | 767    |
| 8  | Aliaksandr Parkhomenka | BLR Bielorrússia   | 1.93   | SB    | 740    |
| 8  | Mikko Halvari          | FIN Finlândia      | 1.93   | PB    | 740    |
| 10 | Haifeng Qi             | CHN China          | 1.93   |       | 740    |
| 11 | Jangy Addy             | LBR Libéria        | 1.93   |       | 740    |
| 12 | Frédéric Xhonneux      | BEL Bélgica        | 1.90   |       | 714    |
| 13 | Hadi Sepehrzad         | IRI Irã            | 1.90   |       | 714    |
| 14 | Hans van Alphen        | BEL Bélgica        | 1.84   |       | 661    |
| 15 | Janis Karlivans        | LAT Letônia        | 1.84   |       | 661    |
| 16 | Victor Covalenco       | MDA Moldávia       | 1.81   |       | 636    |
| 17 | David Gómez            | ESP Espanha        | 1.81   |       | 636    |
| 99 | Attila Zsivóczky       | HUN Hungria        | DNS    |       | 0      |
| 99 | Tom Pappas             | USA Estados Unidos | DNS    |       | 0      |
| 99 | Vitaliy Smirnov        | UZB Uzbequistão    | DNS    |       | 0      |

#### Grupo B
21 de Agosto 2008 - 19:10
| #  | Atleta                | País                | Height | Notas | Pontos |
| -- | --------------------- | ------------------- | ------ | ----- | ------ |
| 1  | Roman Šebrle          | CZE República Checa | 2.11   |       | 906    |
| 2  | Andrei Krauchanka     | BLR Bielorrússia    | 2.11   |       | 906    |
| 3  | Alexey Sysoev         | RUS Rússia          | 2.11   | SB    | 906    |
| 4  | Aleksandr Pogorelov   | RUS Rússia          | 2.08   |       | 878    |
| 5  | Damjan Sitar          | SLO Eslovênia       | 2.05   | SB    | 850    |
| 5  | Leonel Suárez         | CUB Cuba            | 2.05   |       | 850    |
| 7  | Trey Hardee           | USA Estados Unidos  | 2.05   | PB    | 850    |
| 8  | André Niklaus         | GER Alemanha        | 2.05   |       | 850    |
| 9  | Bryan Clay            | USA Estados Unidos  | 1.99   |       | 794    |
| 10 | Mikalai Shubianok     | BLR Bielorrússia    | 1.99   |       | 794    |
| 11 | Pavel Andreev         | UZB Uzbequistão     | 1.99   |       | 794    |
| 11 | Carlos Eduardo Chinin | BRA Brasil          | 1.99   |       | 794    |
| 13 | Yordani García        | CUB Cuba            | 1.96   |       | 767    |
| 14 | Andres Raja           | EST Estônia         | 1.96   |       | 767    |
| 15 | Oleksiy Kasyanov      | UKR Ucrânia         | 1.96   |       | 767    |
| 16 | Gonzalo Barroilhet    | CHI Chile           | 1.93   |       | 740    |
| 17 | Arthur Abele          | GER Alemanha        | 1.90   |       | 714    |
| 17 | Massimo Bertocchi     | CAN Canadá          | 1.90   |       | 714    |
| 19 | Daniel Awde           | GBR Grã-Bretanha    | 1.78   |       | 610    |
| 99 | Dmitriy Karpov        | KAZ Cazaquistão     | DNS    |       | 0      |

### 400m

#### Eliminatória 1
21 de Agosto 2008 - 22:00
| #  | Pista | Atleta                | País               | Tempo | Notas | Pontos | Reacção |
| -- | ----- | --------------------- | ------------------ | ----- | ----- | ------ | ------- |
| 1  | 9     | Maurice Smith         | JAM Jamaica        | 47.96 | SB    | 911    | 0.178   |
| 2  | 6     | Jangy Addy            | LBR Libéria        | 48.51 | SB    | 885    | 0.171   |
| 3  | 4     | Bryan Clay            | USA Estados Unidos | 48.92 |       | 865    | 0.166   |
| 4  | 2     | Carlos Eduardo Chinin | BRA Brasil         | 49.21 |       | 851    | 0.182   |
| 5  | 5     | Alexey Sysoev         | RUS Rússia         | 50.71 |       | 782    | 0.198   |
| 6  | 3     | Janis Karlivans       | LAT Letônia        | 51.61 |       | 742    | 0.178   |
| 99 | 7     | Frédéric Xhonneux     | BEL Bélgica        | DNF   |       | 0      |         |
| 99 | 8     | Dmitriy Karpov        | KAZ Cazaquistão    | DNS   |       | 0      |         |

#### Eliminatória 2
21 de Agosto 2008 - 22:07
| #  | Pista | Atleta             | País                | Tempo | Notas | Pontos | Reacção |
| -- | ----- | ------------------ | ------------------- | ----- | ----- | ------ | ------- |
| 1  | 2     | Haifeng Qi         | CHN China           | 49.39 | SB    | 843    | 0.221   |
| 2  | 5     | Roman Šebrle       | CZE República Checa | 49.54 | SB    | 836    | 0.179   |
| 3  | 8     | Damjan Sitar       | SLO Eslovênia       | 50.10 |       | 810    | 0.243   |
| 4  | 4     | Mikko Halvari      | FIN Finlândia       | 50.60 |       | 787    | 0.186   |
| 5  | 7     | Mikk Pahapill      | EST Estônia         | 50.90 |       | 774    | 0.166   |
| 6  | 9     | Gonzalo Barroilhet | CHI Chile           | 51.91 |       | 729    | 0.201   |
| 99 | 6     | Pavel Andreev      | UZB Uzbequistão     | DNF   |       | 0      | 0.257   |
| 99 | 3     | Vitaliy Smirnov    | UZB Uzbequistão     | DNS   |       | 0      |         |

#### Eliminatória 3
21 de Agosto 2008 - 22:14
| #  | Pista | Atleta            | País               | Tempo | Notas | Pontos | Reacção |
| -- | ----- | ----------------- | ------------------ | ----- | ----- | ------ | ------- |
| 1  | 9     | Andres Raja       | EST Estônia        | 48.98 | SB    | 862    | 0.214   |
| 2  | 2     | David Gómez       | ESP Espanha        | 49.27 |       | 849    | 0.200   |
| 3  | 7     | Romain Barras     | FRA França         | 49.51 | SB    | 837    | 0.194   |
| 4  | 6     | André Niklaus     | GER Alemanha       | 49.65 |       | 831    | 0.206   |
| 5  | 4     | Eugene Martineau  | NED Países Baixos  | 49.99 |       | 815    | 0.152   |
| 6  | 3     | Mikalai Shubianok | BLR Bielorrússia   | 50.02 |       | 814    | 0.234   |
| 99 | 5     | Tom Pappas        | USA Estados Unidos | DNS   |       | 0      |         |
| 99 | 8     | Hans van Alphen   | BEL Bélgica        | DNS   |       | 0      |         |

#### Eliminatória 4
21 de Agosto 2008 - 22:21
| #  | Pista | Atleta                 | País             | Tempo | Notas | Pontos | Reacção |
| -- | ----- | ---------------------- | ---------------- | ----- | ----- | ------ | ------- |
| 1  | 5     | Yordani García         | CUB Cuba         | 49.66 | SB    | 830    | 0.189   |
| 2  | 3     | Aliaksandr Parkhomenka | BLR Bielorrússia | 50.71 | SB    | 782    | 0.202   |
| 3  | 8     | Hadi Sepehrzad         | IRI Irã          | 50.75 |       | 780    | 0.163   |
| 4  | 2     | Aleksandr Pogorelov    | RUS Rússia       | 50.91 | SB    | 773    | 0.186   |
| 5  | 6     | Aleksey Drozdov        | RUS Rússia       | 51.56 |       | 744    | 0.162   |
| 6  | 9     | Slaven Dizdarevic      | SVK Eslováquia   | 52.02 |       | 724    | 0.235   |
| 99 | 4     | Victor Covalenco       | MDA Moldávia     | DNF   |       | 0      | 0.209   |
| 99 | 7     | Attila Zsivóczky       | HUN Hungria      | DNS   |       | 0      |         |

#### Eliminatória 5
21 de Agosto 2008 - 22:28
| #  | Pista | Atleta            | País               | Tempo | Notas | Pontos | Reacção |
| -- | ----- | ----------------- | ------------------ | ----- | ----- | ------ | ------- |
| 1  | 8     | Daniel Awde       | GBR Grã-Bretanha   | 47.16 | PB    | 950    | 0.201   |
| 2  | 6     | Andrei Krauchanka | BLR Bielorrússia   | 47.30 | SB    | 943    | 0.187   |
| 3  | 4     | Oleksiy Kasyanov  | UKR Ucrânia        | 47.70 |       | 924    | 0.183   |
| 4  | 9     | Trey Hardee       | USA Estados Unidos | 47.75 | PB    | 921    | 0.229   |
| 5  | 2     | Leonel Suárez     | CUB Cuba           | 47.91 | PB    | 913    | 0.150   |
| 6  | 5     | Michael Schrader  | GER Alemanha       | 48.47 |       | 886    | 0.242   |
| 7  | 7     | Massimo Bertocchi | CAN Canadá         | 48.72 |       | 875    | 0.210   |
| 99 | 3     | Arthur Abele      | GER Alemanha       | DNS   |       | 0      |         |

### 110m barreiras

#### Eliminatória 1
| #  | Atleta                 | País                | Tempo | Pontos | Notas |
| -- | ---------------------- | ------------------- | ----- | ------ | ----- |
| 1  | Yrodani Garcia         | CUB Cuba            | 13.90 | 987    | PB    |
| 2  | Hadi Sepehrzad         | IRI Irã             | 14.64 | 894    |       |
| 3  | Roman Sebrle           | CZE República Checa | 14.71 | 885    | SB    |
| 4  | Aliaksandr Parkhomenka | BLR Bielorrússia    | 15.06 | 842    | SB    |
| 5  | Aleksey Drozdov        | RUS Rússia          | 15.51 | 789    |       |
| 6  | Slaven Dizdarevic      | SVK Eslováquia      | 13.77 | 1011   |       |
| 99 | Pavel Andreev          | UZB Uzbequistão     | DNS   |        |       |
| 99 | Victor Covalenco       | MDA Moldávia        | DNS   |        |       |

#### Eliminatória 2
| # | Atleta             | País               | Tempo | Pontos | Notas |
| - | ------------------ | ------------------ | ----- | ------ | ----- |
| 1 | Bryan Clay         | USA Estados Unidos | 13.93 | 984    |       |
| 2 | Andres Raja        | EST Estônia        | 14.06 | 967    |       |
| 3 | Maurice Smith      | JAM Jamaica        | 14.08 | 964    |       |
| 4 | Leonel Suares      | CUB Cuba           | 14.15 | 955    | SB    |
| 5 | Trey Hardee        | USA Estados Unidos | 14.20 | 949    |       |
| 6 | Andrei Krauchanka  | BLR Bielorrússia   | 14.21 | 948    |       |
| 7 | Gonzalo Barroilhet | CHI Chile          | 14.26 | 941    |       |
| 8 | Jangy Addy         | LBR Libéria        | 14.31 | 935    |       |
| 9 | Massimo Bertocchi  | CAN Canadá         | 14.32 | 934    |       |

#### Eliminatória 3
| #  | Atleta              | País              | Tempo | Pontos | Notas |
| -- | ------------------- | ----------------- | ----- | ------ | ----- |
| 1  | Romain Barras       | FRA França        | 14.21 | 948    | PB    |
| 2  | Oleksiy Kasyanov    | UKR Ucrânia       | 14.37 | 927    | PB    |
| 3  | Andre Niklaus       | GER Alemanha      | 14.37 | 927    | SB    |
| 4  | Alexander Pogorelov | RUS Rússia        | 14.47 | 915    |       |
| 5  | Mikk Pahapill       | EST Estônia       | 14.51 | 910    |       |
| 6  | Mikalai Shubianok   | BLR Bielorrússia  | 14.52 | 908    | SB    |
| 7  | David Gomez         | ESP Espanha       | 14.61 | 897    |       |
| 8  | Eugene Martineau    | NED Países Baixos | 14.73 | 882    |       |
| 99 | Carlos Chinin       | BRA Brasil        | DNS   |        |       |

#### Eliminatória 4
| #  | Atleta            | País             | Tempo | Pontos | Notas |
| -- | ----------------- | ---------------- | ----- | ------ | ----- |
| 1  | Qi Haifeng        | CHN China        | 14.60 | 899    | SB    |
| 2  | Daniel Awde       | GBR Grã-Bretanha | 14.69 | 887    |       |
| 3  | Michael Schrader  | GER Alemanha     | 14.71 | 885    |       |
| 4  | Damjan Sitar      | SLO Eslovênia    | 15.03 | 846    |       |
| 5  | Janis Karlivans   | LAT Letônia      | 15.28 | 816    |       |
| 6  | Mikko Halvari     | FIN Finlândia    | 16.25 | 705    |       |
| 99 | Alexey Sysoev     | RUS Rússia       | DNF   |        |       |
| 99 | Frederic Xhonneux | BEL Bélgica      | DNS   |        |       |

### Lançamento do disco

#### Grupo A
22 de Agosto 2008 - 10:05
| #  | Atleta                 | País                | Mark  | Notas | Pontos |
| -- | ---------------------- | ------------------- | ----- | ----- | ------ |
| 1  | Bryan Clay             | USA Estados Unidos  | 53.79 | SB    | 950    |
| 2  | Maurice Smith          | JAM Jamaica         | 50.91 |       | 889    |
| 3  | Aleksandr Pogorelov    | RUS Rússia          | 50.04 |       | 871    |
| 4  | Mikk Pahapill          | EST Estônia         | 49.35 | PB    | 857    |
| 5  | Mikko Halvari          | FIN Finlândia       | 47.71 |       | 823    |
| 6  | Haifeng Qi             | CHN China           | 46.46 | SB    | 797    |
| 7  | Mikalai Shubianok      | BLR Bielorrússia    | 45.80 | PB    | 783    |
| 8  | Roman Šebrle           | CZE República Checa | 45.50 |       | 777    |
| 9  | André Niklaus          | GER Alemanha        | 45.39 |       | 775    |
| 10 | Aliaksandr Parkhomenka | BLR Bielorrússia    | 45.27 |       | 772    |
| 11 | Janis Karlivans        | LAT Letônia         | 44.54 |       | 757    |
| 12 | Leonel Suárez          | CUB Cuba            | 44.45 |       | 756    |
| 13 | Eugene Martineau       | NED Países Baixos   | 44.09 |       | 748    |
| 14 | Jangy Addy             | LBR Libéria         | 42.30 | NR    | 711    |
| 99 | Frédéric Xhonneux      | BEL Bélgica         | DNS   |       | .      |
| 99 | Pavel Andreev          | UZB Uzbequistão     | DNS   |       | .      |
| 99 | Alexey Sysoev          | RUS Rússia          | DNS   |       | .      |

#### Grupo B
22 de Agosto 2008 - 11:25
| #  | Atleta                | País               | Mark  | Notas | Pontos |
| -- | --------------------- | ------------------ | ----- | ----- | ------ |
| 1  | Hadi Sepehrzad        | IRI Irã            | 50.32 |       | 877    |
| 2  | Oleksiy Kasyanov      | UKR Ucrânia        | 48.39 | PB    | 837    |
| 3  | Aleksey Drozdov       | RUS Rússia         | 47.43 |       | 817    |
| 4  | Gonzalo Barroilhet    | CHI Chile          | 46.07 | PB    | 789    |
| 5  | Romain Barras         | FRA França         | 45.17 | SB    | 770    |
| 6  | Massimo Bertocchi     | CAN Canadá         | 44.91 | PB    | 765    |
| 7  | Andrei Krauchanka     | BLR Bielorrússia   | 44.58 | SB    | 758    |
| 8  | Trey Hardee           | USA Estados Unidos | 43.55 | SB    | 737    |
| 9  | Michael Schrader      | GER Alemanha       | 40.41 |       | 673    |
| 10 | David Gómez           | ESP Espanha        | 40.17 | SB    | 668    |
| 11 | Slaven Dizdarevic     | SVK Eslováquia     | 39.86 |       | 662    |
| 12 | Andres Raja           | EST Estônia        | 39.83 |       | 661    |
| 13 | Damjan Sitar          | SLO Eslovênia      | 39.25 |       | 649    |
| 14 | Daniel Awde           | GBR Grã-Bretanha   | 37.12 |       | 606    |
| 15 | Yordani García        | CUB Cuba           | 36.73 |       | 598    |
|    | Carlos Eduardo Chinin | BRA Brasil         | DNS   |       | 0      |
| 99 | Victor Covalenco      | MDA Moldávia       | DNS   |       | 0      |

### Salto com vara

#### Grupo A
22 de Agosto 2008 - 12:55
| #  | Atleta                | País             | Mark | Notas | Pontos |
| -- | --------------------- | ---------------- | ---- | ----- | ------ |
| 1  | Aleksey Drozdov       | RUS Rússia       | 5.10 |       | 941    |
| 2  | Daniel Awde           | GBR Grã-Bretanha | 4.90 | PB    | 880    |
| 3  | Yordani García        | CUB Cuba         | 4.70 |       | 819    |
| 4  | Mikalai Shubianok     | BLR Bielorrússia | 4.60 | SB    | 790    |
| 5  | Maurice Smith         | JAM Jamaica      | 4.60 |       | 790    |
| 6  | Haifeng Qi            | CHN China        | 4.30 |       | 702    |
| 6  | Oleksiy Kasyanov      | UKR Ucrânia      | 4.30 |       | 702    |
| 8  | Jangy Addy            | LBR Libéria      | 4.20 | NR    | 673    |
| 9  | Damjan Sitar          | SLO Eslovênia    | 4.00 |       | 617    |
| 10 | Slaven Dizdarevic     | SVK Eslováquia   | 4.00 |       | 617    |
| 11 | Hadi Sepehrzad        | IRI Irã          | 4.00 |       | 617    |
| 99 | David Gómez           | ESP Espanha      | NM   |       | 0      |
| 99 | Mikko Halvari         | FIN Finlândia    | NM   |       | 0      |
| 99 | Pavel Andreev         | UZB Uzbequistão  | DNS  |       | 0      |
| 99 | Janis Karlivans       | LAT Letônia      | DNS  |       | 0      |
| 99 | Victor Covalenco      | MDA Moldávia     | DNS  |       | 0      |
| 99 | Carlos Eduardo Chinin | BRA Brasil       | DNS  |       | 0      |

#### Grupo B
22 de Agosto 2008 - 12:55
| #  | Atleta                 | País                | Mark | Notas | Pontos |
| -- | ---------------------- | ------------------- | ---- | ----- | ------ |
| 1  | André Niklaus          | GER Alemanha        | 5.20 | =SB   | 972    |
| 2  | Aleksandr Pogorelov    | RUS Rússia          | 5.00 | SB    | 910    |
| 2  | Bryan Clay             | USA Estados Unidos  | 5.00 | =SB   | 910    |
| 2  | Andrei Krauchanka      | BLR Bielorrússia    | 5.00 |       | 910    |
| 5  | Romain Barras          | FRA França          | 5.00 | =PB   | 910    |
| 6  | Andres Raja            | EST Estônia         | 4.80 | =PB   | 849    |
| 7  | Mikk Pahapill          | EST Estônia         | 4.80 |       | 849    |
| 7  | Roman Šebrle           | CZE República Checa | 4.80 | SB    | 849    |
| 9  | Michael Schrader       | GER Alemanha        | 4.80 |       | 849    |
| 10 | Massimo Bertocchi      | CAN Canadá          | 4.70 |       | 819    |
| 10 | Eugene Martineau       | NED Países Baixos   | 4.70 |       | 819    |
| 10 | Aliaksandr Parkhomenka | BLR Bielorrússia    | 4.70 |       | 819    |
| 13 | Leonel Suárez          | CUB Cuba            | 4.70 |       | 819    |
| 99 | Gonzalo Barroilhet     | CHI Chile           | NM   |       | 0      |
| 99 | Trey Hardee            | USA Estados Unidos  | NM   |       | 0      |
| 99 | Alexey Sysoev          | RUS Rússia          | DNS  |       | 0      |
| 99 | Frédéric Xhonneux      | BEL Bélgica         | DNS  |       | 0      |

### Lançamento do dardo

#### Grupo A
22 de Agosto 2008 - 19:00
| #  | Atleta             | País             | 1     | 2     | 3     | Mark  | Notas | Pontos |
| -- | ------------------ | ---------------- | ----- | ----- | ----- | ----- | ----- | ------ |
| 1  | Yordani García     | CUB Cuba         | 65.60 |       |       | 65.60 |       | 822    |
| 2  | Romain Barras      | FRA França       | 61.44 | 65.40 |       | 65.40 | PB    | 819    |
| 3  | Aleksey Drozdov    | RUS Rússia       | 62.10 | 62.57 | 61.50 | 62.57 |       | 777    |
| 4  | David Gómez        | ESP Espanha      | 62.22 | 61.77 | 61.56 | 62.22 | SB    | 771    |
| 5  | Michael Schrader   | GER Alemanha     | 58.65 | 60.27 |       | 60.27 | PB    | 742    |
| 6  | Daniel Awde        | GBR Grã-Bretanha | 48.76 | 49.95 | 53.18 | 53.18 |       | 636    |
| 7  | Jangy Addy         | LBR Libéria      |       | 48.31 | 52.50 | 52.50 | NR    | 626    |
| 8  | Oleksiy Kasyanov   | UKR Ucrânia      | 44.10 | 51.59 | 50.97 | 51.59 | SB    | 612    |
| 9  | Maurice Smith      | JAM Jamaica      | 49.97 | 51.52 |       | 51.52 |       | 611    |
| 10 | Hadi Sepehrzad     | IRI Irã          | 49.56 | 48.57 | 48.58 | 49.56 |       | 582    |
| 11 | Damjan Sitar       | SLO Eslovênia    | 44.89 | 47.23 | 44.36 | 47.23 | PB    | 548    |
| 12 | Massimo Bertocchi  | CAN Canadá       |       | 45.33 |       | 45.33 |       | 520    |
| 13 | Slaven Dizdarevic  | SVK Eslováquia   | 43.58 | 43.44 |       | 43.58 |       | 494    |
| 99 | Gonzalo Barroilhet | CHI Chile        |       |       |       | DNS   |       | 0      |

#### Grupo B
22 de Agosto 2008 - 20:15
| #  | Atleta                 | País                | 1     | 2     | 3     | Mark  | Notas | Pontos |
| -- | ---------------------- | ------------------- | ----- | ----- | ----- | ----- | ----- | ------ |
| 1  | Leonel Suárez          | CUB Cuba            | 73.98 | 71.35 | 69.58 | 73.98 | PB    | 950    |
| 2  | Eugene Martineau       | NED Países Baixos   | 71.44 | 64.92 |       | 71.44 | PB    | 911    |
| 3  | Bryan Clay             | USA Estados Unidos  | 68.71 | 70.97 |       | 70.97 | SB    | 904    |
| 4  | Andres Raja            | EST Estônia         | 67.16 | 58.15 |       | 67.16 | PB    | 846    |
| 5  | Mikk Pahapill          | EST Estônia         | 64.59 | 66.02 | 67.07 | 67.07 | PB    | 845    |
| 6  | Aliaksandr Parkhomenka | BLR Bielorrússia    |       | 62.29 | 64.60 | 64.60 |       | 807    |
| 7  | Aleksandr Pogorelov    | RUS Rússia          | 64.01 | 61.74 |       | 64.01 |       | 798    |
| 8  | Roman Šebrle           | CZE República Checa | 58.61 | 63.93 |       | 63.93 |       | 797    |
| 9  | Haifeng Qi             | CHN China           | 63.09 |       |       | 63.09 | SB    | 784    |
| 10 | Mikalai Shubianok      | BLR Bielorrússia    | 62.10 | 59.15 | 57.86 | 62.10 |       | 769    |
| 11 | Andrei Krauchanka      | BLR Bielorrússia    | 59.19 | 59.71 | 60.23 | 60.23 |       | 741    |
| 12 | André Niklaus          | GER Alemanha        | 55.88 | 60.21 | 58.41 | 60.21 |       | 741    |
| 13 | Mikko Halvari          | FIN Finlândia       |       | 51.77 | 55.11 | 55.11 |       | 665    |
| 99 | Trey Hardee            | USA Estados Unidos  |       |       |       | DNS   |       | 0      |

### 1500m

#### Eliminatória 1
22 de Agosto 2008 - 21:40
| #  | Atleta                 | País              | Mark    | Notas | Pontos |
| -- | ---------------------- | ----------------- | ------- | ----- | ------ |
| 1  | Michael Schrader       | GER Alemanha      | 4:26.77 |       | 766    |
| 2  | David Gómez            | ESP Espanha       | 4:30.74 | PB    | 740    |
| 3  | Damjan Sitar           | SLO Eslovênia     | 4:37.37 |       | 697    |
| 4  | Eugene Martineau       | NED Países Baixos | 4:37.96 |       | 693    |
| 5  | Mikalai Shubianok      | BLR Bielorrússia  | 4:38.14 |       | 692    |
| 6  | Haifeng Qi             | CHN China         | 4:39.32 |       | 685    |
| 7  | Massimo Bertocchi      | CAN Canadá        | 4:42.26 | PB    | 666    |
| 8  | Daniel Awde            | GBR Grã-Bretanha  | 4:44.80 |       | 650    |
| 9  | Aliaksandr Parkhomenka | BLR Bielorrússia  | 4:45.17 |       | 648    |
| 10 | Slaven Dizdarevic      | SVK Eslováquia    | 4:51.42 |       | 610    |
| 11 | Hadi Sepehrzad         | IRI Irã           | 5:06.67 |       | 522    |
| 12 | Jangy Addy             | LBR Libéria       | 5:12.22 |       | 491    |
| 13 | Mikko Halvari          | FIN Finlândia     | 5:20.26 |       | 449    |

#### Eliminatória 2
22 de Agosto 2008 - 21:49
| #  | Atleta              | País                | Mark    | Notas | Pontos |
| -- | ------------------- | ------------------- | ------- | ----- | ------ |
| 1  | Andrei Krauchanka   | BLR Bielorrússia    | 4:27.47 | SB    | 761    |
| 2  | Oleksiy Kasyanov    | UKR Ucrânia         | 4:28.94 |       | 752    |
| 3  | Leonel Suárez       | CUB Cuba            | 4:29.17 |       | 750    |
| 4  | Romain Barras       | FRA França          | 4:29.29 |       | 749    |
| 5  | Maurice Smith       | JAM Jamaica         | 4:31.62 | SB    | 734    |
| 6  | André Niklaus       | GER Alemanha        | 4:32.90 |       | 726    |
| 7  | Aleksey Drozdov     | RUS Rússia          | 4:41.34 |       | 672    |
| 8  | Mikk Pahapill       | EST Estônia         | 4:47.03 |       | 637    |
| 9  | Andres Raja         | EST Estônia         | 4:49.60 |       | 621    |
| 10 | Roman Šebrle        | CZE República Checa | 4:49.63 |       | 621    |
| 11 | Yordani García      | CUB Cuba            | 5:00.49 |       | 557    |
| 12 | Aleksandr Pogorelov | RUS Rússia          | 5:01.56 |       | 551    |
| 13 | Bryan Clay          | USA Estados Unidos  | 5:06.59 |       | 522    |

### Quadro final
22 de Agosto 2008

Legenda:
- P = Pontos

| Pos               | Atleta                 | País                | Total Pontos | Notas | 100M           | Long Jump      | Shot Put  | High Jump | 400M      | 110M Hurdles   | Discus Throw | Pole Vault | Javelin Throw | 1500M       |
| ----------------- | ---------------------- | ------------------- | ------------ | ----- | -------------- | -------------- | --------- | --------- | --------- | -------------- | ------------ | ---------- | ------------- | ----------- |
| Medalha de ouro   | Bryan Clay             | USA Estados Unidos  | 8791         | P M W | 989 10.44 +0.3 | 1005 7.78 +0.0 | 868 16.27 | 794 1.99  | 865 48.92 | 984 13.93 -0.5 | 950 53.79    | 910 5.00   | 904 70.97     | 522 5:06.59 |
| Medalha de prata  | Andrei Krauchanka      | BLR Bielorrússia    | 8551         | P M W | 870 10.96 -0.2 | 962 7.61 -0.2  | 752 14.39 | 906 2.11  | 943 47.30 | 948 14.21 -0.5 | 758 44.58    | 910 5.00   | 741 60.23     | 761 4:27.47 |
| Medalha de bronze | Leonel Suárez          | CUB Cuba            | 8527 NR      | P M W | 883 10.90 -0.6 | 893 7.33 +0.8  | 758 14.49 | 850 2.05  | 913 47.91 | 955 14.15 -0.5 | 756 44.45    | 819 4.70   | 950 73.98     | 750 4:29.17 |
| 4                 | Romain Barras          | FRA França          | 8253 SB      | P M W | 804 11.26 -0.1 | 833 7.08 +1.0  | 816 15.42 | 767 1.96  | 837 49.51 | 948 14.21 -0.2 | 770 45.17    | 910 5.00   | 819 65.40     | 749 4:29.29 |
| 5                 | Roman Šebrle           | CZE República Checa | 8241 SB      | P M W | 814 11.21 -0.6 | 980 7.68 +0.8  | 776 14.78 | 906 2.11  | 836 49.54 | 885 14.71 -0.4 | 777 45.50    | 849 4.80   | 797 63.93     | 621 4:49.63 |
| 6                 | Oleksiy Kasyanov       | UKR Ucrânia         | 8238 PB      | P M W | 968 10.53 +0.3 | 950 7.56 +1.2  | 799 15.15 | 767 1.96  | 924 47.70 | 927 14.37 -0.2 | 837 48.39    | 702 4.30   | 612 51.59     | 752 4:28.94 |
| 7                 | André Niklaus          | GER Alemanha        | 8220         | P M W | 834 11.12 -0.6 | 883 7.29 +1.4  | 681 13.23 | 850 2.05  | 831 49.65 | 927 14.37 -0.2 | 775 45.39    | 972 5.20   | 741 60.21     | 726 4:32.90 |
| 8                 | Maurice Smith          | JAM Jamaica         | 8205         | P M W | 894 10.85 -0.2 | 823 7.04 -0.8  | 795 15.09 | 794 1.99  | 911 47.96 | 964 14.08 -0.5 | 889 50.91    | 790 4.60   | 611 51.52     | 734 4:31.62 |
| 9                 | Michael Schrader       | GER Alemanha        | 8194         | P M W | 906 10.80 +0.3 | 985 7.70 -0.1  | 708 13.67 | 794 1.99  | 886 48.47 | 885 14.71 -0.4 | 673 40.41    | 849 4.80   | 742 60.27     | 766 4:26.77 |
| 10                | Mikk Pahapill          | EST Estônia         | 8178 PB      | P M W | 827 11.15 -0.6 | 823 7.04 +0.6  | 750 14.36 | 906 2.11  | 774 50.90 | 910 14.51 -0.2 | 857 49.35    | 849 4.80   | 845 67.07     | 637 4:47.03 |
| 11                | Aleksey Drozdov        | RUS Rússia          | 8154         | P M W | 856 11.02 -0.1 | 869 7.23 -0.1  | 867 16.26 | 822 2.02  | 744 51.56 | 789 15.51 -0.4 | 817 47.43    | 941 5.10   | 777 62.57     | 672 4:41.34 |
| 12                | Andres Raja            | EST Estônia         | 8118 PB      | P M W | 885 10.89 -0.2 | 883 7.29 +0.2  | 777 14.79 | 767 1.96  | 862 48.98 | 967 14.06 -0.5 | 661 39.83    | 849 4.80   | 846 67.16     | 621 4:49.60 |
| 13                | Eugene Martineau       | NED Países Baixos   | 8055         | P M W | 819 11.19 -0.4 | 859 7.19 +0.6  | 715 13.78 | 794 1.99  | 815 49.99 | 882 14.73 -0.2 | 748 44.09    | 819 4.70   | 911 71.44     | 693 4:37.96 |
| 14                | Yordani García         | CUB Cuba            | 7992         | P M W | 942 10.64 -0.2 | 830 7.07 +0.3  | 840 15.82 | 767 1.96  | 830 49.66 | 987 13.90 -0.4 | 598 36.73    | 819 4.70   | 822 65.60     | 557 5:00.49 |
| 15                | Mikalai Shubianok      | BLR Bielorrússia    | 7906 SB      | P M W | 793 11.31 -0.1 | 781 6.86 +0.6  | 782 14.88 | 794 1.99  | 814 50.02 | 908 14.52 -0.2 | 783 45.80    | 790 4.60   | 769 62.10     | 692 4:38.14 |
| 16                | Aliaksandr Parkhomenka | BLR Bielorrússia    | 7838         | P M W | 797 11.29 -0.4 | 811 6.99 +0.0  | 820 15.49 | 740 1.93  | 782 50.71 | 842 15.06 -0.4 | 772 45.27    | 819 4.70   | 807 64.60     | 648 4:45.17 |
| 17                | Haifeng Qi             | CHN China           | 7835 SB      | P M W | 827 11.15 -0.4 | 866 7.22 +1.6  | 692 13.40 | 740 1.93  | 843 49.39 | 899 14.60 -0.4 | 797 46.46    | 702 4.30   | 784 63.09     | 685 4:39.32 |
| 18                | Massimo Bertocchi      | CAN Canadá          | 7714         | P M W | 861 11.00 +0.3 | 826 7.05 -0.8  | 734 14.10 | 714 1.90  | 875 48.72 | 934 14.32 -0.5 | 765 44.91    | 819 4.70   | 520 45.33     | 666 4:42.26 |
| 19                | Jangy Addy             | LBR Libéria         | 7665 NR      | P M W | 915 10.76 +0.3 | 905 7.38 +0.9  | 784 14.91 | 740 1.93  | 885 48.51 | 935 14.31 -0.5 | 711 42.30    | 673 4.20   | 626 52.50     | 491 5:12.22 |
| 20                | Daniel Awde            | GBR Grã-Bretanha    | 7516         | P M W | 847 11.06 -0.2 | 842 7.12 +0.3  | 608 12.03 | 610 1.78  | 950 47.16 | 887 14.69 -0.4 | 606 37.12    | 880 4.90   | 636 53.18     | 650 4:44.80 |
| 21                | Hadi Sepehrzad         | IRI Irã             | 7483         | P M W | 878 10.92 -0.1 | 767 6.80 +1.0  | 852 16.02 | 714 1.90  | 780 50.75 | 894 14.64 -0.4 | 877 50.32    | 617 4.00   | 582 49.56     | 522 5:06.67 |
| 22                | Damjan Sitar           | SLO Eslovênia       | 7336         | P M W | 814 11.21 -0.6 | 874 7.25 -0.1  | 631 12.41 | 850 2.05  | 810 50.10 | 846 15.03 -0.4 | 649 39.25    | 617 4.00   | 548 47.23     | 697 4:37.37 |
| 23                | Slaven Dizdarevic      | SVK Eslováquia      | 7021         | P M W | 825 11.16 -0.1 | 818 7.02 +0.3  | 727 13.97 | 767 1.96  | 724 52.02 | 777 15.61 -0.4 | 662 39.86    | 617 4.00   | 494 43.58     | 610 4:51.42 |
| 24                | David Gómez            | ESP Espanha         | 6876         | P M W | 834 11.12 -0.4 | 778 6.85 +0.9  | 703 13.58 | 636 1.81  | 849 49.27 | 897 14.61 -0.2 | 668 40.17    | 0 NM       | 771 62.22     | 740 4:30.74 |
| 25                | Mikko Halvari          | FIN Finlândia       | 6486         | P M W | 821 11.18 -0.6 | 785 6.88 -0.2  | 711 13.72 | 740 1.93  | 787 50.60 | 705 16.25 -0.4 | 823 47.71    | 0 NM       | 665 55.11     | 449 5:20.26 |
| –                 | Arthur Abele           | GER Alemanha        | DNF          | P M W | 883 10.90 +0.3 | 691 6.47 +0.3  | 701 13.55 | 714 1.90  |           |                |              |            |               |             |
| –                 | Pavel Andreev          | UZB Uzbequistão     | DNF          | P M W | 759 11.47 -0.4 | 725 6.62 -0.3  | 738 14.15 | 794 1.99  | 0 DNF     |                |              |            |               |             |
| –                 | Gonzalo Barroilhet     | CHI Chile           | DNF          | P M W | 789 11.33 -0.4 | 833 7.08 +1.9  | 681 13.23 | 740 1.93  | 729 51.91 | 941 14.26 -0.5 | 789 46.07    | 0 NM       |               |             |
| –                 | Carlos Eduardo Chinin  | BRA Brasil          | DNF          | P M W | 863 10.99 -0.2 | 799 6.94 +0.0  | 0 NM      | 794 1.99  | 851 49.21 |                |              |            |               |             |
| –                 | Victor Covalenco       | MDA Moldávia        | DNF          | P M W | 677 11.87 -0.1 | 697 6.50 +0.7  | 694 13.44 | 636 1.81  | 0 DNF     |                |              |            |               |             |
| –                 | Trey Hardee            | USA Estados Unidos  | DNF          | P M W | 970 10.52 +0.3 | 990 7.72 -0.2  | 697 13.49 | 850 2.05  | 921 47.75 | 949 14.20 -0.5 | 737 43.55    | 0 NM       |               |             |
| –                 | Janis Karlivans        | LAT Letônia         | DNF          | P M W | 782 11.36 -0.6 | 876 7.26 +1.3  | 780 14.85 | 661 1.84  | 742 51.61 | 816 15.28 -0.4 | 757 44.54    |            |               |             |
| –                 | Dmitriy Karpov         | KAZ Cazaquistão     | DNF          | P M W | 685 11.83 +0.3 |                |           |           |           |                |              |            |               |             |
| –                 | Tom Pappas             | USA Estados Unidos  | DNF          | P M W | 834 11.12 -0.2 | 913 7.41 +1.3  |           |           |           |                |              |            |               |             |
| –                 | Vitaliy Smirnov        | UZB Uzbequistão     | DNF          | P M W | 740 11.56 -0.4 | 0 NM           | 698 13.51 |           |           |                |              |            |               |             |
| –                 | Alexey Sysoev          | RUS Rússia          | DNF          | P M W | 854 11.03 -0.2 | 760 6.77 +0.3  | 816 15.42 | 906 2.11  | 782 50.71 | 0 DNF -0.4     |              |            |               |             |
| –                 | Hans van Alphen        | BEL Bélgica         | DNF          | P M W | 799 11.28 -0.4 | 709 6.55 +0.3  | 781 14.86 | 661 1.84  |           |                |              |            |               |             |
| –                 | Frédéric Xhonneux      | BEL Bélgica         | DNF          | P M W | 771 11.41 -0.1 | 799 6.94 +0.5  | 728 13.99 | 714 1.90  | 0 DNF     |                |              |            |               |             |
| –                 | Attila Zsivóczky       | HUN Hungria         | DNF          | P M W | 679 11.86 -0.1 | 0 NM           |           |           |           |                |              |            |               |             |
| DSQ               | Aleksandr Pogorelov    | RUS Rússia          | 8328         | P M W | 845 11.07 -0.6 | 903 7.37 +0.6  | 884 16.53 | 878 2.08  | 773 50.91 | 915 14.47 -0.2 | 871 50.04    | 910 5.00   | 798 64.01     | 551 5:01.56 |

Legenda
| Recorde mundial      | Recorde mundial (World record)               |                       | Recorde africano                      | Recorde africano (African) |                                           | Q | Classificado por posição (Qualified) |
| Recorde olímpico     | Recorde olímpico (Olympic record)            | Recorde da América    | Recorde da América (Americas)         | q                          | Classificado por melhor tempo (Qualified) |   |                                      |
| Melhor marca do ano  | Melhor marca do ano (World leading)          | Recorde asiático      | Recorde asiático (Asian)              | DNS                        | Não largou (Did not start)                |   |                                      |
| Recorde nacional     | Recorde nacional (National record)           | Recorde europeu       | Recorde europeu (European)            | DNF                        | Não terminou (Did not finish)             |   |                                      |
| Recorde pessoal      | Recorde pessoal do atleta (Personal best)    | Recorde da Oceania    | Recorde da Oceania (Oceania)          | DSQ / DQ                   | Desclassificado (Disqualified)            |   |                                      |
| Recorde da temporada | Recorde da temporada do atleta (Season best) | Recorde sul-americano | Recorde sul-americano (South America) | NM                         | Sem marca (No mark)                       |   |                                      |